# 메이슨 리
메이슨 리(Mason Lee, 1990년 5월 30일 ~ )는 미국, 중화민국의 배우이다.

## 출연 작품
- 루시 - 리젠트 호텔 컨시어지 역
- 데드 피그스
- 림보 - 윌 렌 역
- 도첨 - 마런 역